# Мачеде (Мапуту)
Клубе Деспортіву да Мачеде ду Мапуту або просто Мачеде (порт. Clube Desportivo da Matchedje do Maputo) — професіональний мозамбіцький футбольний клуб з міста Мапуту.

## Історія клубу
Він був заснований 1979 року в передмісті Матола міста Мапуту, столиці Мозамбіку, клуб ставав чемпіоном Мосамболи 2 рази (1987 та 1990 роки), а також виграв Кубок Мозамбіку 1990 року.
На міжнародному рівні вони брали участь в 3 континентальних турнірах, де найкращим результатом була участь у Кубку африканських чемпіонів 1988 року, де «Мачеде» поступився у чвертьфіналі турніру єгипетському Аль-Аглі.
Зараз клуб виступає в Другому дивізіоні чемпіонату Мозамбіку.

## Досягнення
- Чемпіонат Мозамбіку з футболу:
  -  Чемпіон (2): 1987, 1990
  -  Бронзовий призер (3): 1992, 1994, 1999/00

- Кубок Мозамбіку:
  -  Володар (1): 1990
  -  Фіналіст (1): 2000

- Суперкубок Мозамбіку:
  -  Фіналіст (1): 2001

## Статистика виступів на континентальних турнірах
| Сезон | Турнір                     | Раунд       | Клуб                 | Вдома | На виїзді | Загальний |
| ----- | -------------------------- | ----------- | -------------------- | ----- | --------- | --------- |
| 1988  | Ліга чемпіонів КАФ         | 1           | Хос Носи-Бе          | 3-1   | 1-2       | 4-3       |
| 1988  | Ліга чемпіонів КАФ         | 2           | Санрайз Флег Юнайтед | 5-1   | 0-2       | 5-3       |
| 1988  | Ліга чемпіонів КАФ         | Чвертьфінал | Аль-Аглі             | 1-0   | 0-2       | 1-2       |
| 1991  | Ліга чемпіонів КАФ         | 1           | СК «Памба»           | 0-1   | 1-1       | 1-2       |
| 2001  | Кубок володарів кубків КАФ | 1           | ФК «Ефіопіан Коффі»  | т.п.1 | т.п.1     | т.п.1     |

1- «Мачеде» покинув турнір.

## Відомі гравці
- Карлуш Фуму Гонсалвіш